# 花渓区

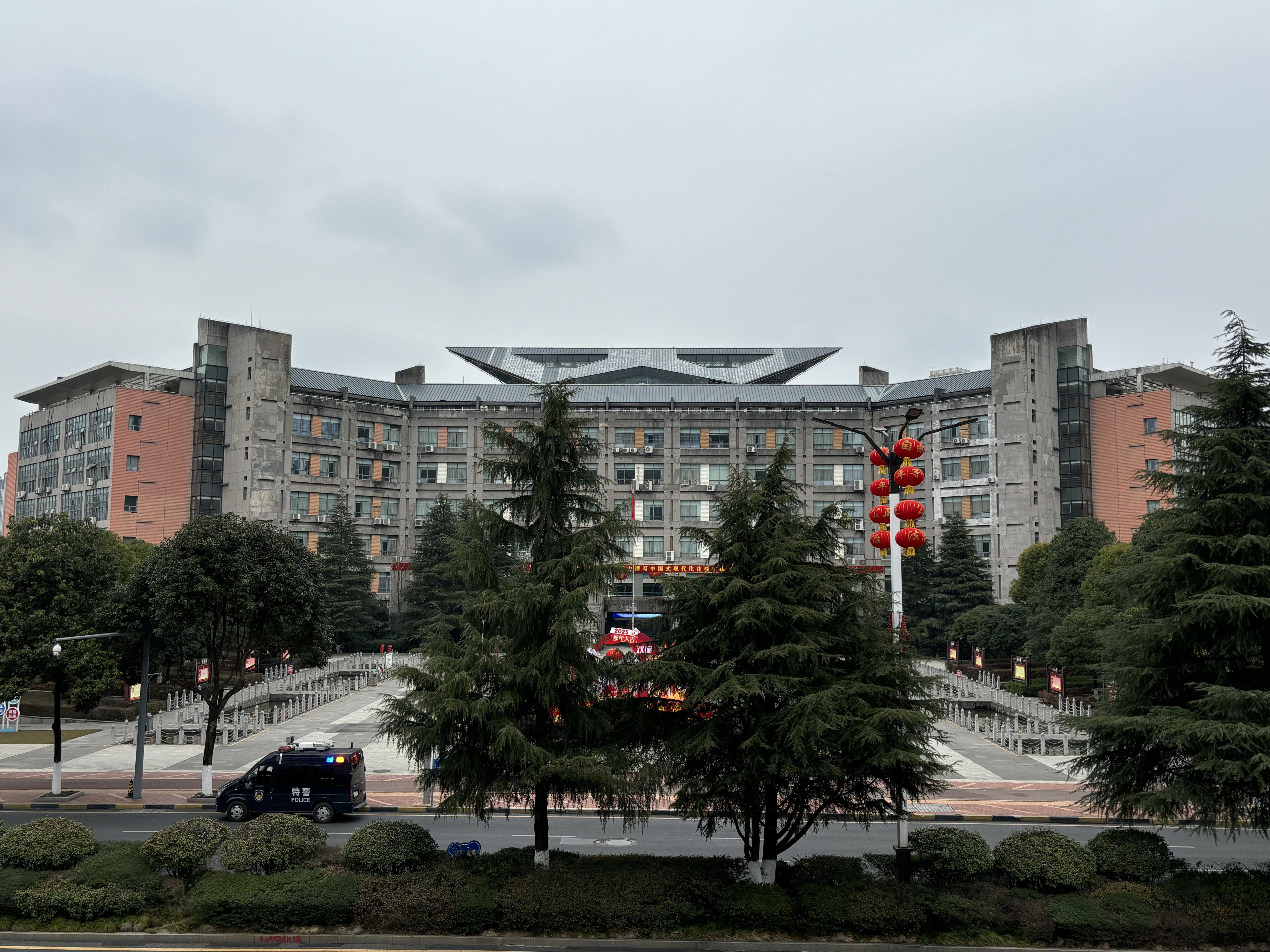
花渓区行政センター

花渓区（かけい-く）は中華人民共和国貴州省貴陽市に位置する市轄区。

## 行政区画
下部に9街道、4鎮、1郷、5民族郷を管轄する。
- 街道
  - 貴筑街道、陽光街道、清渓街道、渓北街道、黄河路街道、平橋街道、小孟街道、金筑街道、党武街道
- 鎮
  - 青岩鎮、石板鎮、麦坪鎮、燕楼鎮
- 郷
  - 久安郷
- 民族郷
  - 孟関ミャオ族プイ族郷、湖潮ミャオ族プイ族郷、高坡ミャオ族郷、黔陶プイ族ミャオ族郷、馬鈴プイ族ミャオ族郷

## 交通

### 鉄道
- 中国国家鉄路集団
  - 滬昆線

（昆明方面）- 湖潮駅 - 石板哨駅 - 花坡駅 - 貴陽西駅 -（区外通過）- 改貌駅 - 長沖溝駅 -（上海方面）
  - 貴陽市環状鉄道
- 貴陽軌道交通
  - 1号線

- 珠江路駅 - 長江路駅 - 清水江路駅 - 小孟工業園駅
  - 3号線
  - S1線

### 道路
- 高速道路
  - 滬昆高速道路
  - 銀百高速道路
  - 貴陽環状高速道路
  - S01 貴陽南環高速道路
  - S89 花安高速道路
- 国道
  - G210国道
  - G320国道
  - G321国道